# Big Brother Brasil 9
Big Brother Brasil 9 foi a nona temporada do reality show Big Brother Brasil, exibida pela TV Globo de 13 de janeiro a 7 de abril de 2009, com 85 dias de confinamento. Foi apresentada por Pedro Bial e dirigida por José Bonifácio Brasil de Oliveira, o Boninho.
A edição terminou com a vitória do artista plástico Maximiliano Porto, que recebeu 34,85% dos votos e foi premiado com o prêmio de R$ 1 milhão sem desconto de impostos. A final do programa teve a votação mais acirrada de todas as edições do programa, com apenas 0,24% dos votos separando o vencedor da segunda colocada, Priscila Pires.

## Geral
As indicações para o Paredão sofreram alterações. Nesta temporada, nos dias da votação, uma bola teria que ser sorteada em uma urna por cada participante antes dele dizer seu voto. Se pegassem uma bola branca, poderiam prosseguir ao confessionário e dar seu voto normalmente. Caso pegassem uma bola preta, teriam que dar seu voto na frente de todos os participantes.
Na 4ª semana não houve esse sorteio. Ao invés dele, foi realizado um sorteio semelhante, só que com bolinhas brancas e uma única vermelha, pois quem a pegasse estaria automaticamente emparedado naquela semana (Mirla sorteou a bola vermelha).
Na 7ª semana houve uma dupla eliminação. Na quinta (26 de fevereiro), aconteceu uma prova do Líder seguida de uma prova do anjo. No domingo (1 de março), houve uma eliminação (Mirla) e outra prova do Líder. Já na terça (3 de março), outra eliminação (Ralf). Tal fato se repetiu na 11ª semana.
A partir da eliminação de Ralf (que apesar de ter sido integrante do lado A, vivia um romance com Milena, do lado B), disputando um Paredão com Ana Carolina, a casa ficou totalmente dividida em dois grupos: o lado B (formado por Francine, Flávio, Maximiliano, Milena e Priscila) e o lado A (formado por Ana Carolina, Maíra Cardi, Naiá e Josiane), que ficaram em guerra após um jogo da verdade feito por Pedro Bial. O lado B começou a enviar participante por participante do grupo oposto para a berlinda.
Após as eliminações de Maíra Cardi e Naiá, Josiane e Ana Carolina conseguiram eliminar Milena num Paredão disputado por ela e Maximiliano. Posteriormente, Josiane foi eliminada no Paredão e Flávio acabou indo para a berlinda com Priscila, sendo eliminado. Na última semana de jogo, Ana Carolina disputou a preferência do público com Maximiliano e acabou eliminada em seu sétimo Paredão. A grande final foi composta por participantes do lado B e muito acirrada. Francine, a terceira colocada, recebeu 30,54% dos votos. O vencedor da temporada, Maximiliano, derrotou a vice-campeã Priscila por uma diferença de apenas 24 décimos.

## O Jogo

### Bolha
A nona temporada do Big Brother Brasil trouxe algumas novidades em relação às outras temporadas.
Uma dessas novidades foi a Bolha. Essa bolha, na realidade foi uma casa de vidro que ficou no shopping Via Parque, no Rio de Janeiro, onde quatro dos dezoito escolhidos ficaram uma semana confinados separadamente do restante. A princípio, o mais votado dos quatro integrantes da casa de vidro entraria no lugar do primeiro eliminado do BBB 9. Todavia, no dia do resultado do mais votado, no programa de 21 de janeiro de 2009, aconteceu uma votação (Big Boss) onde o público poderia escolher a possibilidade de mais um participante da casa de vidro, o segundo mais votado, ingressar ao jogo. A opção foi bem vista pelo público através da votação e, com 94% dos votos, decidiu-se então que os 2 mais votados, Emanuel e Josiane (41% e 37% dos votos respectivamente), poderiam se juntar à casa.
Durante a 5ª semana, uma nova "bolha" foi criada, desta vez, na parte externa (jardim) da casa BBB, separando por um vidro dois participantes do restante do grupo. Os dois (André e Maíra Cardi) aguardavam sem saber o que se passaria durante os dias que ficariam ali, bem como os participantes. O Big Boss da semana foi uma votação para o público decidir se os dois entrariam ou não na casa. A votação durou cinco dias, terminando num domingo, dia 15 de fevereiro de 2009, onde foi aprovada através da votação, com 59% dos votos, a entrada dos dois participantes.
| Candidato                     | Idade | Ocupação                   | Origem                           | Resultado     |
| ----------------------------- | ----- | -------------------------- | -------------------------------- | ------------- |
| Daniel Fontoura Gevaerd       | 25    | Empresário                 | Campo Grande, Mato Grosso do Sul | Não escolhido |
| Emanuel Tiago Milchevski      | 24    | Estudante de administração | São Bento do Sul, Santa Catarina | Escolhido     |
| Josiane Belizário de Oliveira | 30    | Cantora                    | Juiz de Fora, Minas Gerais       | Escolhida     |
| Maíra Alves Britto            | 26    | Fonoaudióloga              | Brasília, Distrito Federal       | Não escolhida |

| Candidato                    | Idade | Ocupação               | Origem                           | Resultado  |
| ---------------------------- | ----- | ---------------------- | -------------------------------- | ---------- |
| André Luís Gusmão de Almeida | 34    | Cantor sertanejo       | São Bernardo do Campo, São Paulo | Escolhidos |
| Maíra Cardi de Faria         | 25    | Modelo e apresentadora | São Caetano do Sul, São Paulo    | Escolhidos |

### Divisão da casa por um muro
Outra novidade foi o muro que separou a casa em dois lados (A e B). Um sorteio, realizado no programa de estreia, definiu de que lado ficaria cada um dos participantes da casa. No Lado A, metade dos participantes conviveu no interior da casa propriamente dita. No Lado B, um quarto e uma área livre ficaram disponíveis para os outros participantes. No programa do dia 18 de janeiro de 2009, em que foi realizado o primeiro Paredão, este muro foi retirado.

### Quarto Branco
Um novo e claustrofóbico quarto, totalmente revestido de branco com paredes acolchoadas e uma luz que não se apaga, foi instalado na casa a partir da 3ª semana de jogo. Através de uma chamada do Big Fone, três participantes (Newton, Leonardo e Ralf) ganhariam o castigo de ficarem "presos" no Quarto Branco. As regras diziam que o trio ficaria no quarto até algum deles apertar uma sirene no centro do cômodo e desistir do jogo, sendo automaticamente eliminado. A única chance dos três voltarem à casa seria se a pessoa da qual eles indicaram ao Paredão (Alexandre) fosse eliminada. Todavia, durante o segundo dia dos três participantes no quarto, no dia 2 de fevereiro de 2009, Leonardo apertou a sirene e, consequentemente, desistiu do jogo. O "Quarto Branco" foi tema de controvérsia na mídia, por ser considerado uma tática cruel de tortura psicológica. Esse tipo de privação sensorial também é usada em interrogatórios da CIA, o que só aumentou as críticas a esse bloco. Foi a segunda vez em toda a história do BBB que um participante desistiu voluntariamente do programa. A primeira ocorreu no Big Brother Brasil 3, quando o participante Dilson Walkarez declarou desistência do reality show na segunda semana.

### Intercâmbio cultural
Nesta temporada também houve um intercâmbio entre o Big Brother Brasil e o Big Brother Africa. Atual vencedor, o angolano Ricardo "Ricco" Venâncio, de 21 anos, entrou na casa no dia 28 de fevereiro de 2009. Ficou quatro dias na casa e chegou em uma festa de sábado, que contou com DJs e comidas típicas de Angola. Na manhã do dia 3 de março de 2009, Ricco deixou a casa.

## Participantes
- As informações referentes a profissão dos participantes estão de acordo com o momento em que ingressaram no programa.

| Participante                               | Idade | Ocupação                      | Origem                           | Resultado                               | Ref.   |
| ------------------------------------------ | ----- | ----------------------------- | -------------------------------- | --------------------------------------- | ------ |
| Maximiliano de Oliveira Porto              | 30    | Artista plástico              | Maricá, Rio de Janeiro           | Vencedor em 7 de abril de 2009          | [ 8 ]  |
| Priscila Tavares Ferreira Pires dos Santos | 26    | Modelo e jornalista           | Campo Grande, Mato Grosso do Sul | 2º lugar em 7 de abril de 2009          | [ 9 ]  |
| Francine Piaia Lemos                       | 25    | Professora                    | Rio Grande, Rio Grande do Sul    | 3º lugar em 7 de abril de 2009          | [ 10 ] |
| Ana Carolina Martins Madeira               | 24    | Bacharel em direito           | Florianópolis, Santa Catarina    | 14ª eliminada em 5 de abril de 2009     | [ 11 ] |
| Flávio Steffli Júnior                      | 26    | Produtor de eventos           | Caxias do Sul, Rio Grande do Sul | 13º eliminado em 31 de março de 2009    | [ 12 ] |
| Josiane Belizário de Oliveira              | 30    | Cantora                       | Juiz de Fora, Minas Gerais       | 12ª eliminada em 29 de março de 2009    | [ 14 ] |
| Milena de Brito Fagundes                   | 32    | Assessora de imprensa         | Manaus, Amazonas                 | 11ª eliminada em 24 de março de 2009    | [ 15 ] |
| Naiá da Graça Barros Giannocaro            | 61    | Promotora de eventos          | São Paulo, São Paulo             | 10ª eliminada em 17 de março de 2009    | [ 16 ] |
| Maíra Cardi de Faria                       | 26    | Modelo e apresentadora        | São Caetano do Sul, São Paulo    | 9ª eliminada em 10 de março de 2009     | [ 17 ] |
| Ralf Krause Reis Machado                   | 32    | Empresário                    | São Paulo, São Paulo             | 8º eliminado em 3 de março de 2009      | [ 18 ] |
| Mirla Araújo Prado                         | 27    | Advogada                      | Belém, Pará                      | 7ª eliminada em 1 de março de 2009      | [ 19 ] |
| André Luis Gusmão de Almeida               | 34    | Cantor sertanejo              | São Bernardo do Campo, São Paulo | 6º eliminado em 24 de fevereiro de 2009 | [ 21 ] |
| Emanuel Tiago Milchevski                   | 24    | Estudante de administração    | São Bento do Sul, Santa Catarina | 5º eliminado em 17 de fevereiro de 2009 | [ 22 ] |
| Newton da Silva Siqueira                   | 29    | Modelo e empresário           | Porto Alegre, Rio Grande do Sul  | 4º eliminado em 10 de fevereiro de 2009 | [ 23 ] |
| Alexandre Gomes da Silva                   | 35    | Administrador de empresas     | Olinda, Pernambuco               | 3º eliminado em 3 de fevereiro de 2009  | [ 24 ] |
| Leonardo Jancu                             | 25    | Estudante de administração    | São Paulo, São Paulo             | Desistente em 2 de fevereiro de 2009    | [ 25 ] |
| Norberto Carias dos Santos                 | 63    | Radialista e ator             | Bananal, São Paulo               | 2º eliminado em 27 de janeiro de 2009   | [ 27 ] |
| Michelle Julianne Fernandes da Costa       | 24    | Estudante de direito e modelo | Recife, Pernambuco               | 1ª eliminada em 20 de janeiro de 2009   | [ 28 ] |

## Histórico
|                     |                     | Sem 1                                  | Sem 1                                   | Sem 2                          | Sem 3                          | Sem 4                          | Sem 5                                   | Sem 5                          | Sem 6                    | Sem 7                      | Sem 7                          | Sem 8                          | Sem 9                     | Sem 10                        | Sem 11                         | Sem 11                     | Sem 12                         | Sem 12                         | Votos recebidos |
| Bolha               | Dia 6               | Bolha                                  | Dia 34                                  | Sem 2                          | Sem 3                          | Sem 4                          | Dia 45                                  | Dia 48                         | Sem 6                    | Dia 73                     | Dia 76                         | Sem 8                          | Sem 9                     | Sem 10                        | Dia 82                         | Final                      |                                |                                | Votos recebidos |
| ------------------- | ------------------- | -------------------------------------- | --------------------------------------- | ------------------------------ | ------------------------------ | ------------------------------ | --------------------------------------- | ------------------------------ | ------------------------ | -------------------------- | ------------------------------ | ------------------------------ | ------------------------- | ----------------------------- | ------------------------------ | -------------------------- | ------------------------------ | ------------------------------ | --------------- |
| Líder               | Líder               | (nenhum)                               | Norberto                                | Newton                         | Emanuel                        | Priscila                       | (nenhum)                                | Milena                         | Ana Carolina             | Priscila                   | Maximiliano                    | Maximiliano                    | Milena                    | Josiane                       | Flávio                         | Ana Carolina               | Priscila                       | (nenhum)                       |                 |
| Anjo                | Anjo                | (nenhum)                               | (nenhum)                                | Ana Carolina                   | Josiane                        | Milena                         | (nenhum)                                | Emanuel                        | André                    | Flávio                     | Naiá                           | Ana Carolina                   | Francine                  | Maximiliano                   | (nenhum)                       | (nenhum)                   | (nenhum)                       | (nenhum)                       |                 |
| Imunizado           | Imunizado           | (nenhum)                               | (nenhum)                                | Leonardo                       | Mirla                          | Maximiliano                    | (nenhum)                                | Priscila                       | Milena                   | Milena                     | Maíra Cardi                    | Naiá                           | Ana Carolina              | Francine                      | (nenhum)                       | (nenhum)                   | (nenhum)                       | (nenhum)                       |                 |
| Big Fone            | Big Fone            | (nenhum)                               | (nenhum)                                | Leonardo                       | Newton                         | Emanuel                        | (nenhum)                                | Maximiliano                    | André Mirla              | Milena                     | Francine                       | Francine Priscila              | Priscila                  | Milena                        | Francine                       | Francine Priscila          | (nenhum)                       | (nenhum)                       |                 |
| Indicado (Big Fone) | Indicado (Big Fone) | (nenhum)                               | (nenhum)                                | Naiá                           | Alexandre                      | (nenhum)                       | (nenhum)                                | Maximiliano Emanuel            | Naiá                     | (nenhum)                   | (nenhum)                       | (nenhum)                       | (nenhum)                  | (nenhum)                      | (nenhum)                       | (nenhum)                   | (nenhum)                       | (nenhum)                       |                 |
| Indicado (Líder)    | Indicado (Líder)    | (nenhum)                               | Maximiliano                             | Ana Carolina                   | Maximiliano                    | Newton                         | (nenhum)                                | Mirla                          | André                    | Mirla                      | Ralf                           | Maíra Cardi                    | Josiane                   | Milena                        | Ana Carolina                   | Flávio                     | Ana Carolina                   | (nenhum)                       |                 |
| Indicado (Casa)     | Indicado (Casa)     | (nenhum)                               | Michelle Priscila                       | Norberto                       | Priscila                       | Ana Carolina                   | (nenhum)                                | Ana Carolina                   | Josiane                  | Francine                   | Ana Carolina                   | Ana Carolina                   | Naiá                      | Maximiliano                   | Josiane                        | Priscila                   | Maximiliano                    | (nenhum)                       |                 |
|                     |                     |                                        |                                         |                                |                                |                                |                                         |                                |                          |                            |                                |                                |                           |                               |                                |                            |                                |                                |                 |
|                     | Maximiliano         | Casa BBB                               | Michelle                                | Ralf                           | Ana Carolina                   | Ana Carolina                   | Casa BBB                                | Emanuel                        | Josiane                  | Maíra Cardi                | Líder                          | Líder                          | Naiá                      | Priscila                      | Josiane                        | Priscila                   | Não elegível                   | Vencedor (Dia 85)              | 14              |
|                     | Priscila            | Casa BBB                               | Michelle                                | Norberto                       | Naiá                           | Líder                          | Casa BBB                                | Ana Carolina                   | Josiane                  | Líder                      | Ana Carolina                   | Ana Carolina                   | Naiá Maximiliano          | Maximiliano                   | Maximiliano                    | Maximiliano                | Líder                          | 2º lugar (Dia 85)              | 15              |
|                     | Francine            | Casa BBB                               | Michelle                                | Ralf                           | Naiá                           | Josiane                        | Casa BBB                                | Emanuel                        | Josiane                  | Maíra Cardi                | Josiane                        | Ana Carolina                   | Naiá                      | Flávio                        | Josiane                        | Priscila                   | Não elegível                   | 3º lugar (Dia 85)              | 16              |
|                     | Ana Carolina        | Casa BBB                               | Mirla                                   | Milena                         | Josiane                        | Flávio                         | Casa BBB                                | Ralf                           | Líder                    | Maximiliano                | Flávio                         | Milena                         | Priscila                  | Maximiliano                   | Priscila                       | Líder                      | Maximiliano                    | Eliminada (Dia 83)             | 23              |
|                     | Flávio              | Casa BBB                               | Michelle                                | Norberto                       | Ana Carolina                   | Ana Carolina                   | Casa BBB                                | Emanuel                        | Mirla                    | Ana Carolina               | Ana Carolina                   | Ana Carolina                   | Naiá                      | Maximiliano                   | Líder                          | Francine                   | Eliminado (Dia 78)             | Eliminado (Dia 78)             | 6               |
|                     | Josiane             | Bolha BBB                              | Ausente                                 | Norberto                       | Priscila                       | Francine                       | Casa BBB                                | Ana Carolina                   | Francine                 | Francine                   | Ana Carolina                   | Francine                       | Maximiliano               | Líder                         | Francine                       | Eliminada (Dia 76)         | Eliminada (Dia 76)             | Eliminada (Dia 76)             | 10              |
|                     | Milena              | Casa BBB                               | Michelle                                | Norberto                       | Josiane                        | Ana Carolina                   | Casa BBB                                | Líder                          | Maíra Cardi              | Maíra Cardi                | Ana Carolina                   | Ana Carolina                   | Líder                     | Maximiliano                   | Eliminada (Dia 71)             | Eliminada (Dia 71)         | Eliminada (Dia 71)             | Eliminada (Dia 71)             | 4               |
|                     | Naiá                | Casa BBB                               | Francine                                | Norberto                       | Priscila                       | Flávio                         | Casa BBB                                | Emanuel                        | Priscila                 | Maximiliano                | Francine                       | Milena                         | Maximiliano               | Eliminada (Dia 64)            | Eliminada (Dia 64)             | Eliminada (Dia 64)         | Eliminada (Dia 64)             | Eliminada (Dia 64)             | 9               |
|                     | Maíra Cardi         | Ausente                                | Ausente                                 | Ausente                        | Ausente                        | Ausente                        | Bolha BBB                               | Ausente                        | Priscila                 | Francine                   | Francine                       | Francine                       | Eliminada (Dia 57)        | Eliminada (Dia 57)            | Eliminada (Dia 57)             | Eliminada (Dia 57)         | Eliminada (Dia 57)             | Eliminada (Dia 57)             | 6               |
|                     | Ralf                | Casa BBB                               | Priscila                                | Norberto                       | Não elegível                   | Ana Carolina                   | Casa BBB                                | Francine                       | Maíra Cardi              | Francine                   | Ana Carolina                   | Eliminado (Dia 50)             | Eliminado (Dia 50)        | Eliminado (Dia 50)            | Eliminado (Dia 50)             | Eliminado (Dia 50)         | Eliminado (Dia 50)             | Eliminado (Dia 50)             | 4               |
|                     | Mirla               | Casa BBB                               | Priscila                                | Norberto                       | Flávio                         | Francine                       | Casa BBB                                | Emanuel                        | Francine                 | Francine                   | Eliminada (Dia 48)             | Eliminada (Dia 48)             | Eliminada (Dia 48)        | Eliminada (Dia 48)            | Eliminada (Dia 48)             | Eliminada (Dia 48)         | Eliminada (Dia 48)             | Eliminada (Dia 48)             | 5               |
|                     | André               | Ausente                                | Ausente                                 | Ausente                        | Ausente                        | Ausente                        | Bolha BBB                               | Ausente                        | Mirla                    | Eliminado (Dia 43)         | Eliminado (Dia 43)             | Eliminado (Dia 43)             | Eliminado (Dia 43)        | Eliminado (Dia 43)            | Eliminado (Dia 43)             | Eliminado (Dia 43)         | Eliminado (Dia 43)             | Eliminado (Dia 43)             | 1               |
|                     | Emanuel             | Bolha BBB                              | Ausente                                 | Alexandre                      | Líder                          | Naiá                           | Casa BBB                                | Ana Carolina                   | Eliminado (Dia 36)       | Eliminado (Dia 36)         | Eliminado (Dia 36)             | Eliminado (Dia 36)             | Eliminado (Dia 36)        | Eliminado (Dia 36)            | Eliminado (Dia 36)             | Eliminado (Dia 36)         | Eliminado (Dia 36)             | Eliminado (Dia 36)             | 6               |
|                     | Newton              | Casa BBB                               | Priscila                                | Líder                          | Não elegível                   | Ana Carolina                   | Eliminado (Dia 29)                      | Eliminado (Dia 29)             | Eliminado (Dia 29)       | Eliminado (Dia 29)         | Eliminado (Dia 29)             | Eliminado (Dia 29)             | Eliminado (Dia 29)        | Eliminado (Dia 29)            | Eliminado (Dia 29)             | Eliminado (Dia 29)         | Eliminado (Dia 29)             | Eliminado (Dia 29)             | 2               |
|                     | Alexandre           | Casa BBB                               | Newton                                  | Norberto                       | Priscila                       | Eliminado (Dia 22)             | Eliminado (Dia 22)                      | Eliminado (Dia 22)             | Eliminado (Dia 22)       | Eliminado (Dia 22)         | Eliminado (Dia 22)             | Eliminado (Dia 22)             | Eliminado (Dia 22)        | Eliminado (Dia 22)            | Eliminado (Dia 22)             | Eliminado (Dia 22)         | Eliminado (Dia 22)             | Eliminado (Dia 22)             | 3               |
|                     | Leonardo            | Casa BBB                               | Michelle                                | Priscila                       | Não elegível                   | Desistente (Dia 21)            | Desistente (Dia 21)                     | Desistente (Dia 21)            | Desistente (Dia 21)      | Desistente (Dia 21)        | Desistente (Dia 21)            | Desistente (Dia 21)            | Desistente (Dia 21)       | Desistente (Dia 21)           | Desistente (Dia 21)            | Desistente (Dia 21)        | Desistente (Dia 21)            | Desistente (Dia 21)            | 0               |
|                     | Norberto            | Casa BBB                               | Líder                                   | Alexandre                      | Eliminado (Dia 15)             | Eliminado (Dia 15)             | Eliminado (Dia 15)                      | Eliminado (Dia 15)             | Eliminado (Dia 15)       | Eliminado (Dia 15)         | Eliminado (Dia 15)             | Eliminado (Dia 15)             | Eliminado (Dia 15)        | Eliminado (Dia 15)            | Eliminado (Dia 15)             | Eliminado (Dia 15)         | Eliminado (Dia 15)             | Eliminado (Dia 15)             | 8               |
|                     | Michelle            | Casa BBB                               | Priscila                                | Eliminada (Dia 8)              | Eliminada (Dia 8)              | Eliminada (Dia 8)              | Eliminada (Dia 8)                       | Eliminada (Dia 8)              | Eliminada (Dia 8)        | Eliminada (Dia 8)          | Eliminada (Dia 8)              | Eliminada (Dia 8)              | Eliminada (Dia 8)         | Eliminada (Dia 8)             | Eliminada (Dia 8)              | Eliminada (Dia 8)          | Eliminada (Dia 8)              | Eliminada (Dia 8)              | 6               |
|                     | Daniel              | Bolha BBB                              | Eliminado (Bolha)                       | Eliminado (Bolha)              | Eliminado (Bolha)              | Eliminado (Bolha)              | Eliminado (Bolha)                       | Eliminado (Bolha)              | Eliminado (Bolha)        | Eliminado (Bolha)          | Eliminado (Bolha)              | Eliminado (Bolha)              | Eliminado (Bolha)         | Eliminado (Bolha)             | Eliminado (Bolha)              | Eliminado (Bolha)          | Eliminado (Bolha)              | Eliminado (Bolha)              | —               |
|                     | Maíra Britto        | Bolha BBB                              | Eliminada (Bolha)                       | Eliminada (Bolha)              | Eliminada (Bolha)              | Eliminada (Bolha)              | Eliminada (Bolha)                       | Eliminada (Bolha)              | Eliminada (Bolha)        | Eliminada (Bolha)          | Eliminada (Bolha)              | Eliminada (Bolha)              | Eliminada (Bolha)         | Eliminada (Bolha)             | Eliminada (Bolha)              | Eliminada (Bolha)          | Eliminada (Bolha)              | Eliminada (Bolha)              | —               |
|                     |                     |                                        |                                         |                                |                                |                                |                                         |                                |                          |                            |                                |                                |                           |                               |                                |                            |                                |                                |                 |
| Notas               | Notas               | [1]                                    | [2]                                     | [3]                            | [4]                            | [5]                            | [6]                                     | [7]                            | [8]                      | [9]                        | [10]                           | [11]                           | [12]                      | [13]                          | (nenhuma)                      | [14]                       | [15][16]                       | [17]                           |                 |
| Paredão             | Paredão             | Daniel Emanuel Josiane Maíra Britto    | Maximiliano Michelle Priscila           | Ana Carolina Naiá Norberto     | Alexandre Maximiliano Priscila | Ana Carolina Mirla Newton      | André & Maíra Cardi                     | Ana Carolina Emanuel Mirla     | André Josiane Naiá       | Francine Mirla             | Ana Carolina Ralf              | Ana Carolina Maíra Cardi       | Josiane Naiá              | Maximiliano Milena            | Ana Carolina Josiane           | Flávio Priscila            | Ana Carolina Maximiliano       | Francine Maximiliano Priscila  |                 |
| Desistente          | Desistente          | (nenhum)                               | (nenhum)                                | (nenhum)                       | Leonardo                       | (nenhum)                       | (nenhum)                                | (nenhum)                       | (nenhum)                 | (nenhum)                   | (nenhum)                       | (nenhum)                       | (nenhum)                  | (nenhum)                      | (nenhum)                       | (nenhum)                   | (nenhum)                       | (nenhum)                       |                 |
| Eliminado           | Eliminado           | Daniel Não divulgado para entrar       | Michelle 52% para eliminar              | Norberto 55% para eliminar     | Alexandre 49% para eliminar    | Newton 72% para eliminar       | André & Maíra Cardi 59% para entrar     | Emanuel 43% para eliminar      | André 71% para eliminar  | Mirla 66% para eliminar    | Ralf 64% para eliminar         | Maíra Cardi 62% para eliminar  | Naiá 59% para eliminar    | Milena 63% para eliminar      | Josiane 68% para eliminar      | Flávio 69% para eliminar   | Ana Carolina 58% para eliminar | Francine 30,54% para vencer    |                 |
| Eliminado           | Eliminado           | Maíra Britto Não divulgado para entrar | Michelle 52% para eliminar              | Norberto 55% para eliminar     | Alexandre 49% para eliminar    | Newton 72% para eliminar       | André & Maíra Cardi 59% para entrar     | Emanuel 43% para eliminar      | André 71% para eliminar  | Mirla 66% para eliminar    | Ralf 64% para eliminar         | Maíra Cardi 62% para eliminar  | Naiá 59% para eliminar    | Milena 63% para eliminar      | Josiane 68% para eliminar      | Flávio 69% para eliminar   | Ana Carolina 58% para eliminar | Priscila 34,61% para vencer    |                 |
| Outras %            | Outras %            | Josiane 37% para entrar                | Maximiliano Não divulgado para eliminar | Naiá 34% para eliminar         | Priscila 43% para eliminar     | Ana Carolina 24% para eliminar | André & Maíra Cardi 41% para não entrar | Ana Carolina 41% para eliminar | Naiá 25% para eliminar   | Francine 34% para eliminar | Ana Carolina 36% para eliminar | Ana Carolina 38% para eliminar | Josiane 41% para eliminar | Maximiliano 37% para eliminar | Ana Carolina 32% para eliminar | Priscila 31% para eliminar | Maximiliano 42% para eliminar  | Maximiliano 34,85% para vencer |                 |
| Outras %            | Outras %            | Emanuel 41% para entrar                | Priscila Não divulgado para eliminar    | Ana Carolina 11% para eliminar | Maximiliano 8% para eliminar   | Mirla 4% para eliminar         | André & Maíra Cardi 41% para não entrar | Mirla 16% para eliminar        | Josiane 4% para eliminar | Francine 34% para eliminar | Ana Carolina 36% para eliminar | Ana Carolina 38% para eliminar | Josiane 41% para eliminar | Maximiliano 37% para eliminar | Ana Carolina 32% para eliminar | Priscila 31% para eliminar | Maximiliano 42% para eliminar  | Maximiliano 34,85% para vencer |                 |

### Legenda
|             | Entrou no Lado A da casa                    |               |                                                | Entrou no Lado B da casa |
|             | Entrou na casa depois do início do programa |               | Não chegou a entrar na casa                    |                          |
| Casa BBB    | Entrou diretamente na casa                  | Bolha BBB     | Ficou primeiramente numa bolha de vidro        |                          |
| Bola Preta  | O participante deve votar em público        | Bola Vermelha | O participante está automaticamente no Paredão |                          |
| Bola Branca | O participante vota no confessionário       | Quarto Branco | Ficou no Quarto Branco                         |                          |

## Classificação geral
| Pos.  | Participante         | Meio de indicação                                           | % dos votos   | Eliminado em |
| ----- | -------------------- | ----------------------------------------------------------- | ------------- | ------------ |
| 1     | Maximiliano Porto    | Finalista                                                   | 34,85%        | —            |
| 2     | Priscila Pires       | Finalista                                                   | 34,61%        | —            |
| 3     | Francine Piaia       | Finalista                                                   | 30,54%        | —            |
| 4     | Ana Carolina Madeira | Líder (Priscila)                                            | 58%           | Semana 12    |
| 5     | Flávio Steffli       | Líder (Ana Carolina)                                        | 69%           | Semana 11    |
| 6     | Josiane de Oliveira  | Casa (2 votos)                                              | 68%           | Semana 11    |
| 7     | Milena Fagundes      | Líder (Josiane)                                             | 63%           | Semana 10    |
| 8     | Naiá Giannocaro      | Casa (4 votos)                                              | 59%           | Semana 9     |
| 9     | Maíra Cardi          | Líder (Maximiliano)                                         | 62%           | Semana 8     |
| 10    | Ralf Krause          | Líder (Maximiliano)                                         | 64%           | Semana 7     |
| 11    | Mirla Prado          | Líder (Priscila)                                            | 66%           | Semana 7     |
| 12    | André de Almeida     | Líder (Ana Carolina)                                        | 71%           | Semana 6     |
| 13    | Emanuel Milchevski   | Big Fone (Maximiliano)                                      | 43%           | Semana 5     |
| 14    | Newton Siqueira      | Líder (Priscila)                                            | 72%           | Semana 4     |
| 15    | Alexandre Gomes      | Big Fone (Newton) / Quarto Branco (Leonardo, Newton e Ralf) | 49%           | Semana 3     |
| 16    | Leonardo Jancu       | Desistente                                                  | Desistente    | Semana 3     |
| 17    | Norberto Carias      | Casa (8 votos)                                              | 55%           | Semana 2     |
| 18    | Michelle da Costa    | Casa (6 votos)                                              | 52%           | Semana 1     |
| 19–20 | Daniel Gevaerd       | Casa de Vidro                                               | Não divulgado | Semana 1     |
| 19–20 | Maíra Britto         | Casa de Vidro                                               | Não divulgado | Semana 1     |